# Anton Einsle
Anton Einsle (Bécs, 1801. január 30. – Bécs, 1871. március 10.) osztrák festő. Főként arcképeiről nevezetes. Magát  képein  „k.k. Hofmaler” (azaz udvari festő) szignatúrában jelölte. Kortársai szerint keresett portréfestő volt.  

## Életpályája
A Bécsi Képzőművészeti Akadémián tanult arckép- és történelmi festészetet.   1828-ban Prágában dolgozott arcképfestőként. 1832-től gyakran járt Pesten, ahol  József nádor festője lett. Gyakori magyayarországi látogatásai alkalmával több neves magyar személyiség (pl Kölcsey Ferenc, Pyrker János László, Széchenyi István gróf)  képmását megfestette. Képviselve van a budapesti nyilvános gyűjteményekben.
1836-tól lett a császári család tagjainak megörökítésével hivatalosan megbízott művész, ekkor kapta meg az udvari festői címet is.

## Képgaléria

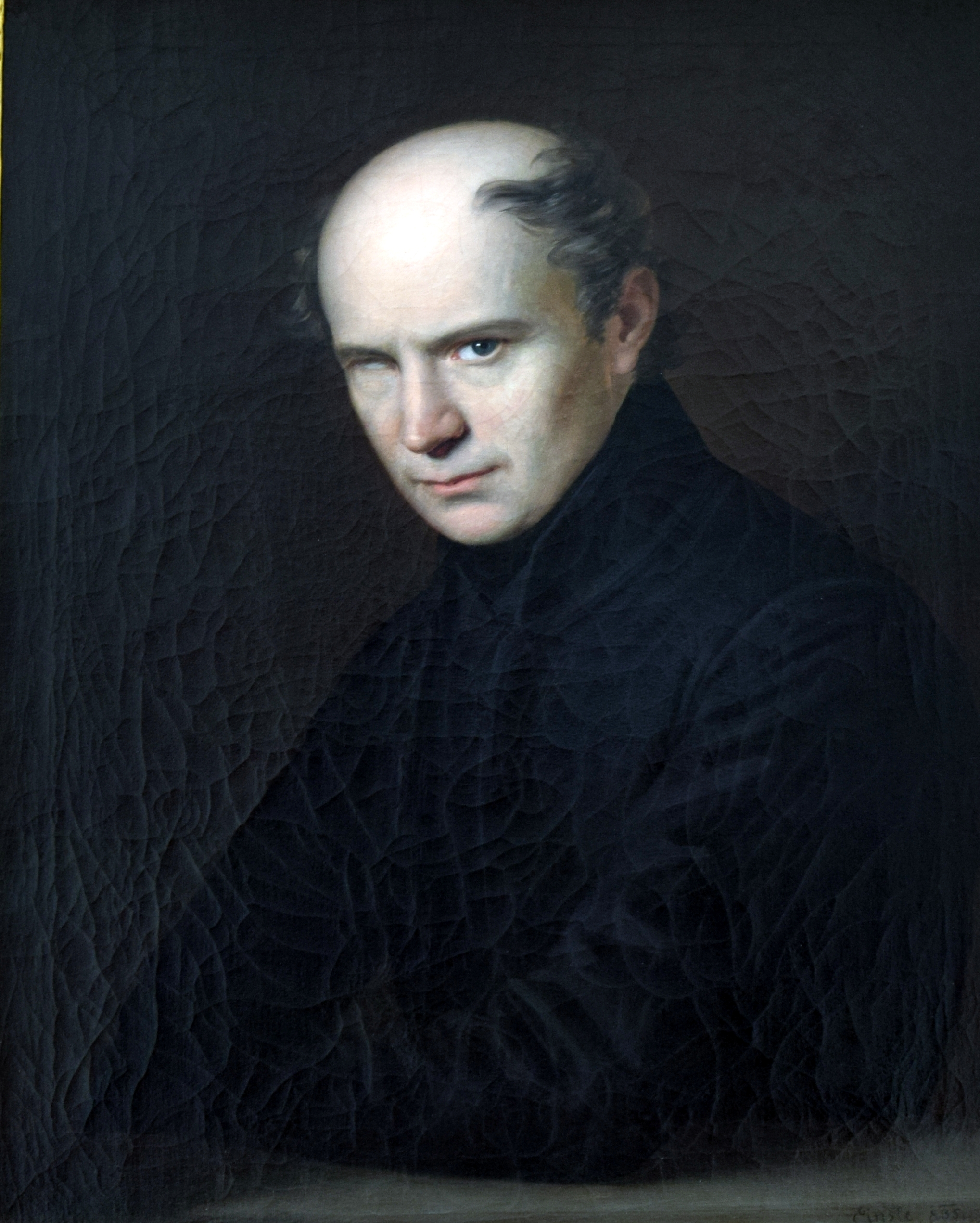
Kölcsey Ferenc, 1835
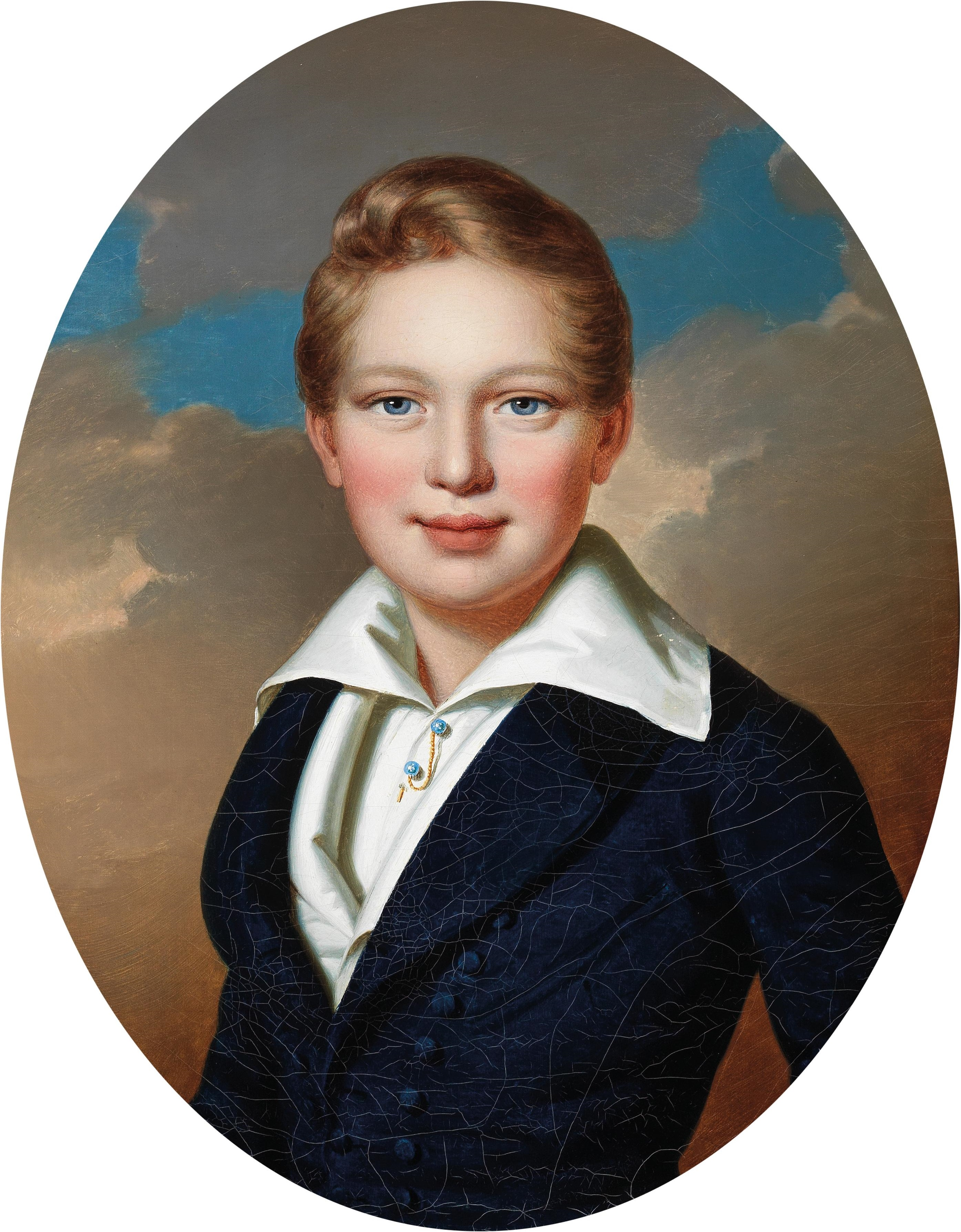
Sándor főherceg (1825-1837), József nádor fia
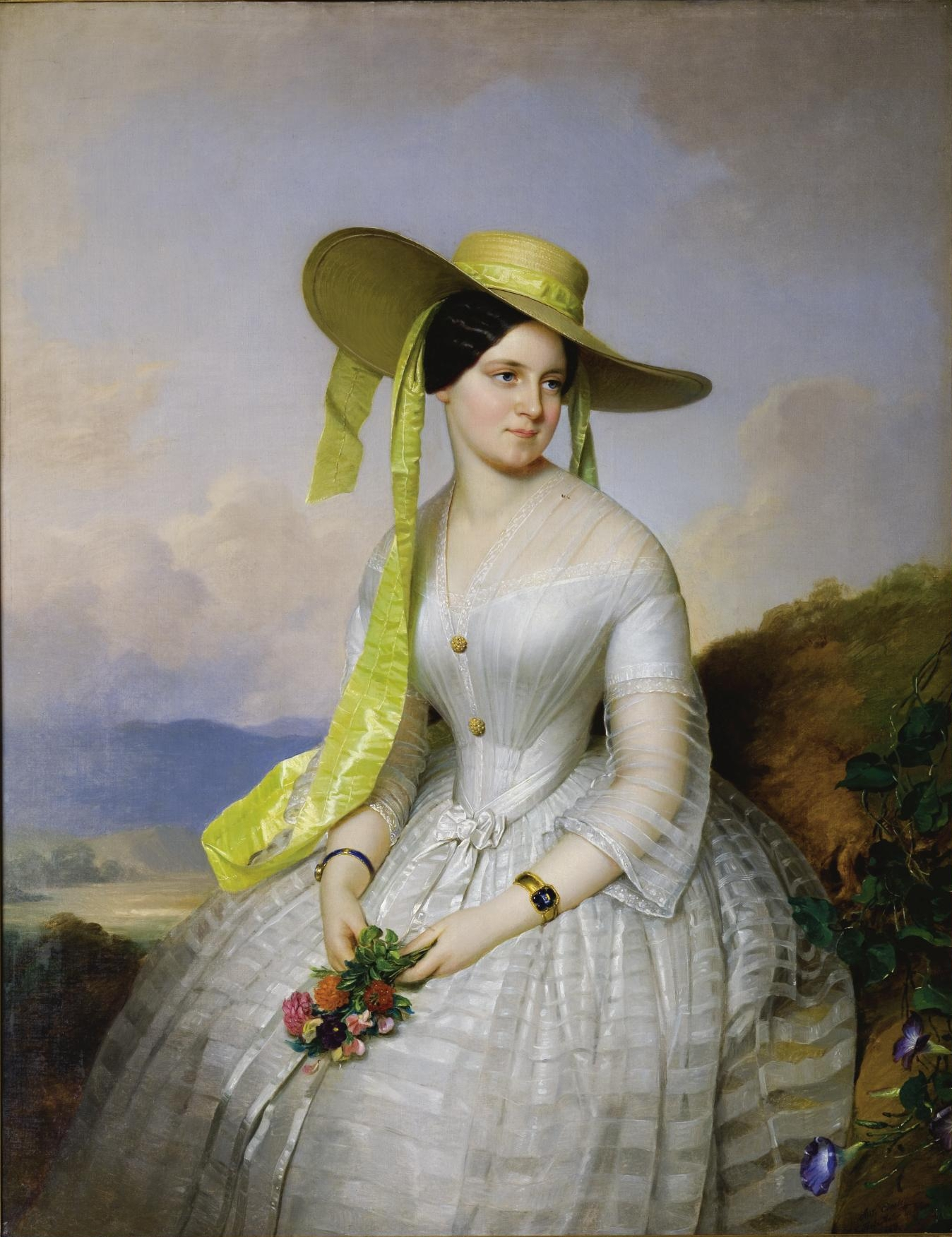
Egy kalapos hölgy portréja
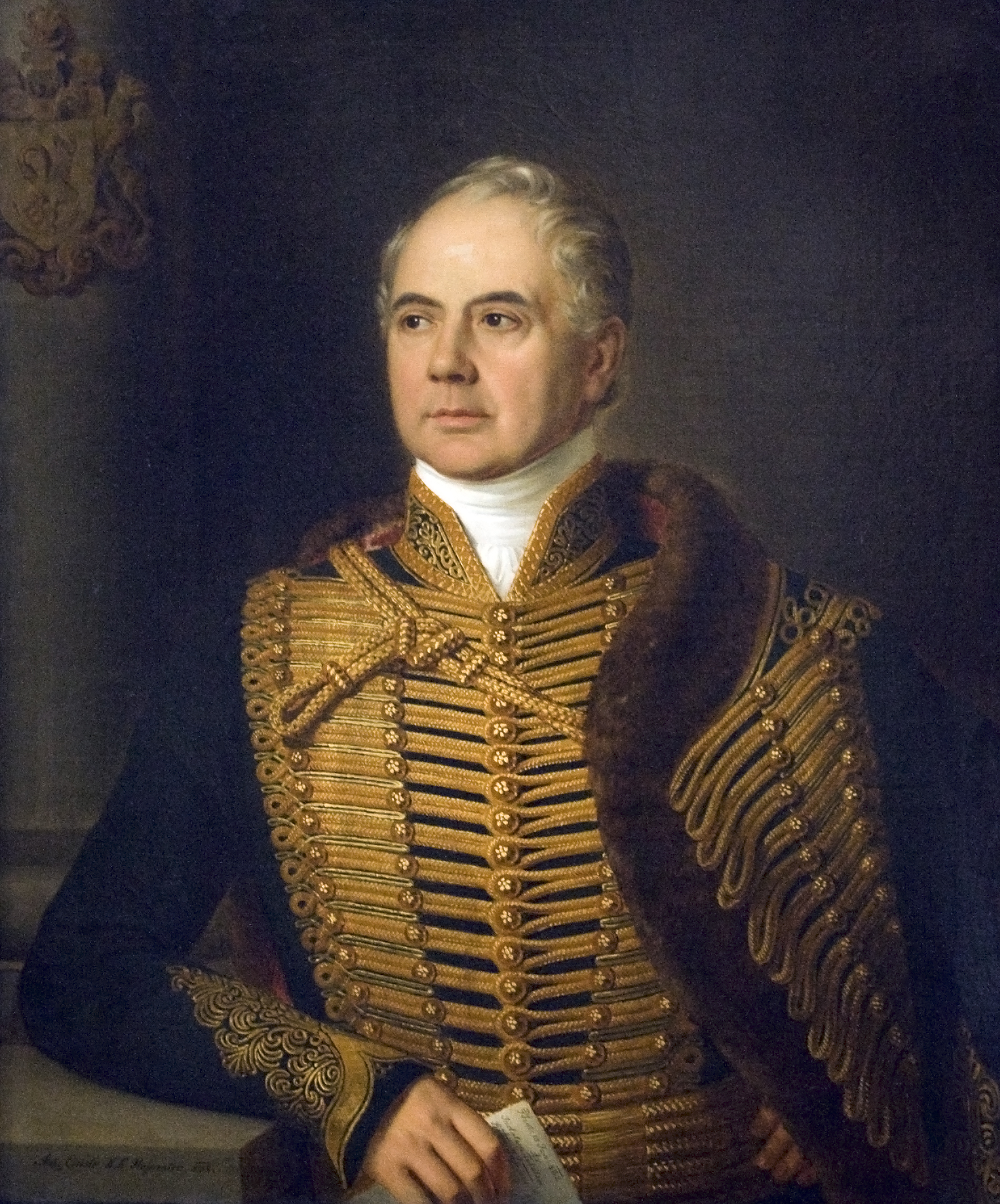
Mérey Sándor királyi személynök, 1831-1833, ma a  Kiscelli Múzeumban
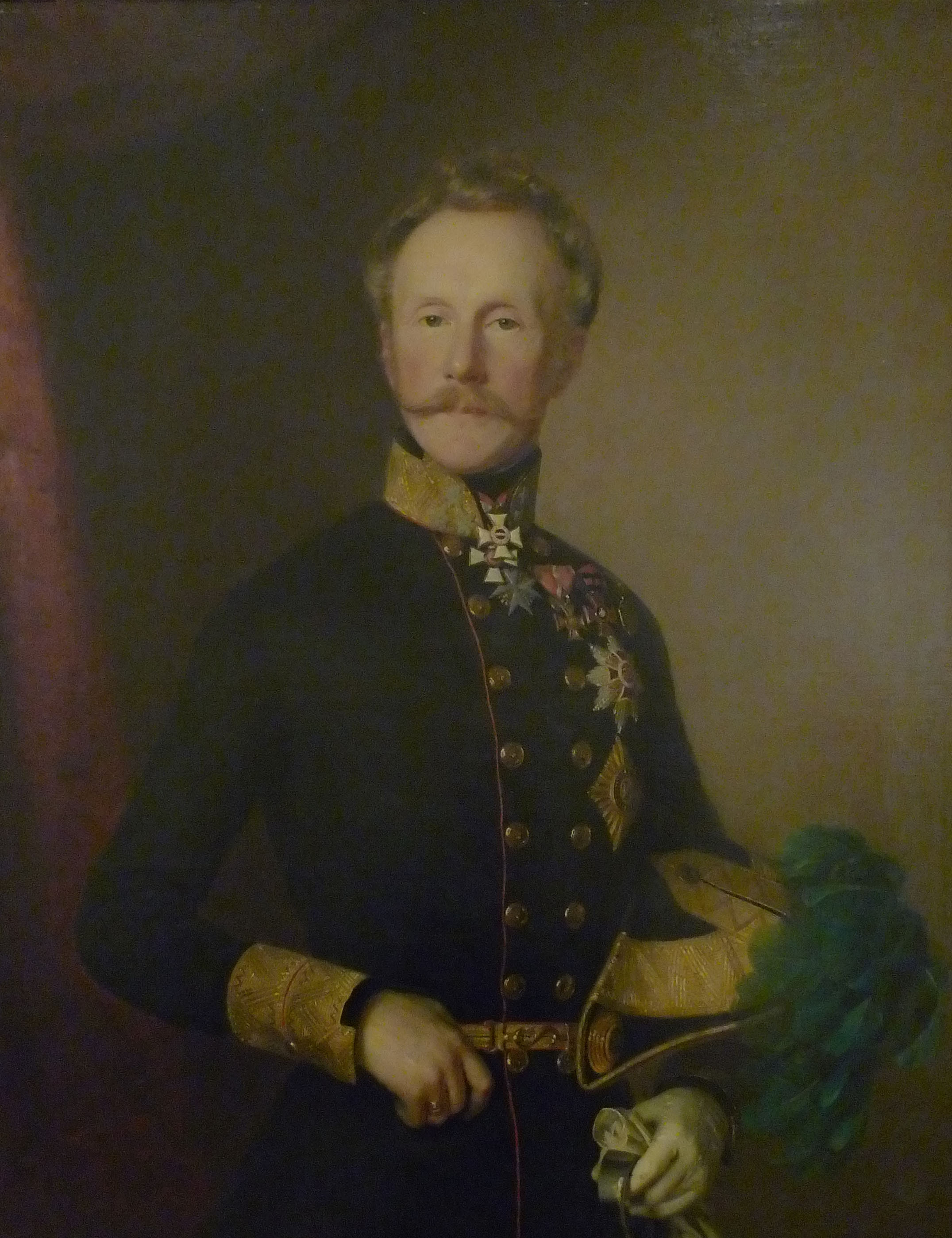
Heinrich von Heß, tábornok, 1849, ma a Heeresgeschichtliches Museumban
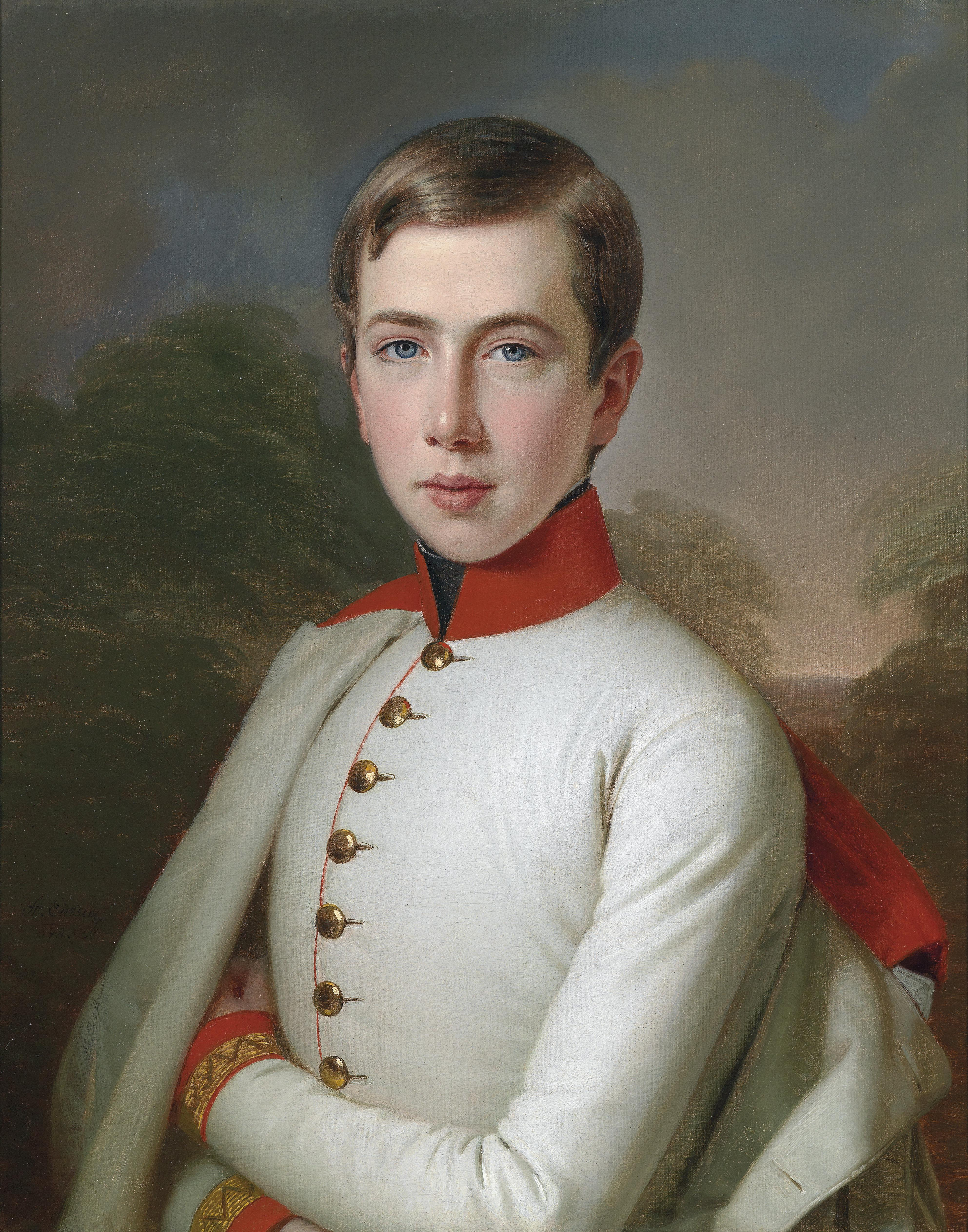
Károly Lajos főherceg, fiatal korában, 1848